# アラン・ギロディ
アラン・ギロディ（Alain Guiraudie, 1964年7月15日 - ）は、フランス・アヴェロン県ヴィルフランシュ＝ド＝ルエルグ出身の映画監督・脚本家・俳優。

## 来歴
1990年代から短編映画の製作を始め、2001年に2本の中編『貧者に注ぐ陽光』と『動き出すかつての夢』を発表し、後者でジャン・ヴィゴ賞を受賞。同作はセザール賞やヨーロッパ映画賞の短編映画賞にノミネートされ、ジャン＝リュック・ゴダールからも注目される。2003年に長編『勇者に休息なし』を発表。2005年の『いまこそその時』、2009年の『キング・オブ・エスケープ』を経て、2013年の『湖の見知らぬ男』が第66回カンヌ国際映画祭のある視点部門に出品され、監督賞とクィア・パルムを受賞。セザール賞でも作品賞・監督賞など8部門にノミネートされるなど高く評価され、『カイエ・デュ・シネマ』誌の年間ベストテンでは第1位に選出された。

## 作品
- ヒーローたちは不滅だ Les héros sont immortels （1990年）短編
- 朝までまっすぐに Tout droit jusqu'au matin （1994年）短編
- La force des choses （1998年）短編
- 貧者に注ぐ陽光 Du soleil pour les gueux （2001年）中編
- 動き出すかつての夢 Ce vieux rêve qui bouge （2001年）中編
- 勇者に休息なし Pas de repos pour les braves （2003年）
- その時が来た Voici venu le temps （2005年）
- On m'a volé mon adolescence （2008年）テレビ映画
- キング・オブ・エスケープ Le roi de l'évasion （2009年）
- 湖の見知らぬ男 L'inconnu du lac （2013年）
- 垂直のまま Rester vertical （2016年）アンスティチュ・フランセ「カイエ・デュ・シネマ週間」にて上映
- ノーバディーズ・ヒーロー Viens je t'emmène（2020年）
- ミゼリコルディア Miséricorde（2023年）